# ایبیتی
ایبیتی (به لاتین: Ibity) یک منطقهٔ مسکونی در ماداگاسکار است که در ماداگاسکار واقع شده‌است. ایبیتی ۱۱٬۰۰۰ نفر جمعیت دارد و ۲٬۰۰۶ متر بالاتر از سطح دریا واقع شده‌است.